# House of Anubis
House of Anubis is de Engelstalige remake van de Nederlands-Vlaamse televisieserie Het Huis Anubis. In 2010 maakte Studio 100 bekend dat het ging samenwerken met Lime Pictures en Nickelodeon USA aan een Engelstalige remake met Engelstalige acteurs.
De serie werd in de zomer van 2010 opgenomen in Liverpool en werd vanaf 1 januari 2011 in Amerika en Engeland uitgezonden. Ook is bekendgemaakt dat dit de internationale versie is en dus nagesynchroniseerd in andere landen zal worden uitgezonden. De cast werd kort voordat de serie begon bekendgemaakt.
Het eerste seizoen was afgelopen in maart 2011 en was een groot succes. Het tweede seizoen eindigde in maart 2012. Op 16 april 2012 maakten Studio 100, Nickelodeon en Lime Pictures bekend dat er een derde seizoen gemaakt zou worden. Het seizoen werd begin 2013 uitgezonden.
Op 5 november 2012 was de serie voor het eerst te zien op TeenNick in zowel Vlaanderen als Nederland. Er werden tien afleveringen per week uitgezonden (twee per dag, vijf dagen per week). Zes weken later op 14 december werd de laatste aflevering van seizoen 1 uitgezonden. Van 7 januari tot 8 maart 2013 werd het tweede seizoen in Vlaanderen en Nederland op TeenNick uitgezonden. Het derde seizoen werd van 15 juli tot 6 september 2013 uitgezonden.
21 mei 2013 bevestigde Nickelodeon dat er een special van 90 minuten zou komen genaamd Touchstone of Ra. Deze zou meteen na de seizoensfinale van seizoen 3 worden uitgezonden. De special werd op 14 juni 2013 uitgezonden in het Verenigd Koninkrijk en Ierland, op 17 juni 2013 in Amerika en op 7 september 2013 in Vlaanderen en Nederland.

## Verhaal

### Seizoen 1
Nina arriveert in het 'House of Anubis' en meteen verdwijnt Joy. Behalve als je het haar beste vriendin Patricia vraagt is het bijna alsof Joy niet eens heeft bestaan. Buiten dat mysterie is er een enge conciërge met een enge raaf en een zolder waar het waarschijnlijk spookt. Iedereen moet dit huis goed in de gaten houden, want er is duidelijk iets geheimzinnigs aan de hand. Nina moet van Sara uitkijken voor het huis. Nina begint een club (genaamd "Sibuna") met Fabian, Amber, Patricia en Alfie. Ondertussen zit de mysterieuze Rufus achter Patricia aan.

### Seizoen 2
De vakantie is voorbij en iedereen komt terug in 'House of Anubis'. Nina haalt 'The Cup' uit zijn verstopplaats en zoekt er een nieuw onderduikadresje voor. Victor kan niet accepteren dat hij ooit zal sterven. Hij komt erachter dat er in de oude bibliotheek het 'boek van Isis' verstopt ligt, maar het boek is verdwenen. Nina bevrijdt per ongeluk de geest van Senkhara uit "The Cup" waarna ze wordt vervloekt. Zij moet nu in een race tegen de klok het masker van Anubis vinden, anders betaalt ze met haar leven. Maar er dreigt gevaar: een mysterieuze man genaamd The Collector zit ook achter het masker aan, samen met zijn hulpje Vera.

### Seizoen 3
Het is weer tieners tegen de leraren als Sibuna moet racen tegen de klok om een eeuwenoude vloek te verslaan en het ontwaken van een groot kwaad te voorkomen.
'The House of Anubis' is teruggekeerd, en daarmee een schurk, nog dodelijker dan Anubis die op het punt staat te ontwaken uit een honderd jaar durende slaap. Nu is het aan Eddie en zijn vrienden om Anubis te hervormen en de oude vloek te stoppen voor het te laat is. Maar wanneer zelfs leraren en vrienden niet zijn wie ze werkelijk zijn, is het de vraag wie ze nu nog kunnen vertrouwen. Nina (Nienke) verdwijnt uit de serie en het Sibuna-team wordt geleid door Eddie. Ondertussen verbergt lerares Miss Denby iets in haar toren.

### Special: The Touchstone of Ra
De bewoners vieren feest, want het einde nadert in deze school. Het feestje wordt echter wat minder leuk wanneer er plotseling vier nieuwe bewoners komen wonen in het huis. Wanneer de bewoners een museum bezoeken, komen ze uit het niets in het bezit van een vreemde steen. De bewoners beleven hun allergrootste avontuur wanneer ze geheimen ontdekken van deze mysterieuze oude steen, een object van de Egyptische god Ra. Wanneer de steen voor problemen zorgt, is het aan Eddie en de club om dit mysterie op te lossen, voor het te laat is.

## Afleveringen
| Seizoen | Afleveringen | Uitzenddata USA                                           | Uitzenddata USA                                           | Uitzenddata Vlaanderen & Nederland | Uitzenddata Vlaanderen & Nederland |
| Seizoen | Afleveringen | Begin seizoen                                             | Einde seizoen                                             | Begin seizoen                      | Einde seizoen                      |
| ------- | ------------ | --------------------------------------------------------- | --------------------------------------------------------- | ---------------------------------- | ---------------------------------- |
| 1       | 60           | 1 januari 2011                                            | 19 februari 2011                                          | 5 november 2012                    | 14 december 2012                   |
| 2       | 90           | 7 januari 2012                                            | 9 maart 2012                                              | 7 januari 2013                     | 8 maart 2013                       |
| 3       | 40           | 3 januari 2013 (Nickelodeon) 18 februari 2013 (TeenNick)  | 12 april 2013 (TeenNick)                                  | 15 juli 2013                       | 6 september 2013                   |
| Special | Special      | 14 juni 2013 (Nickelodeon UK) 17 juni 2013 (TeenNick USA) | 14 juni 2013 (Nickelodeon UK) 17 juni 2013 (TeenNick USA) | 7 september 2013                   | 7 september 2013                   |

## Rolverdeling

### Hoofdpersonen
| Personage            | Nederlands personage | Acteur/Actrice          | Afleveringen  | Seizoen |
| -------------------- | -------------------- | ----------------------- | ------------- | ------- |
| Nina Martin          | Nienke Martens       | Nathalia Ramos          | 1–150         | 1–2     |
| Fabian Rutter        | Fabian Ruitenburg    | Brad Kavanagh           | 1–191         | 1–3     |
| Patricia Williamson  | Patricia Soeters     | Jade Ramsey             | 1–191         | 1–3     |
| Amber Millington     | Amber Rosenbergh     | Ana Mulvoy-Ten          | 1–160         | 1–3     |
| Jerome Clarke        | Jeroen Cornelissen   | Eugene Simon            | 1–191         | 1–3     |
| Alfie Lewis          | Appie Tayibi         | Alex Sawyer             | 1–191         | 1–3     |
| Mara Jaffray         | Mara Sabri           | Tasie Lawrence          | 1–191         | 1–3     |
| Mick Campbell        | Mick Zeelenberg      | Bobby Lockwood          | 1–72, 141–150 | 1–2     |
| Joy Mercer           | Joyce van Bodegraven | Klariza Clayton         | 1–191         | 1–3     |
| Eddie Miller / Sweet | Robbie van Swieten   | Burkely Duffield        | 75–191        | 2–3     |
| KT Rush              | Geen                 | Alexandra Shipp         | 151–191       | 3       |
| Willow Jenks         | Geen                 | Louisa Connolly-Burnham | 151–191       | 3       |

### Bijrollen
| Personage                | Nederlands personage           | Acteur/Actrice      | Afleveringen   | Seizoen |
| ------------------------ | ------------------------------ | ------------------- | -------------- | ------- |
| Victor Rodenmaar Jr.     | Victor Emanuel Rodenmaar Jr.   | Francis Magee       | 1–191          | 1–3     |
| Trudy Rehmann            | Trudie Tayibi                  | Mina Anwar          | 1–191          | 1–3     |
| Mrs. Daphne Andrews      | Ellie van Engelen              | Julia Deakin        | 1–108          | 1–2     |
| Mr. Eric Sweet           | Arie van Swieten               | Paul Anthony-Barber | 1–191          | 1–3     |
| Rufus Zeno               | Rufus Malpied en Zeno Terpstra | Roger Barclay       | 12–60, 129–150 | 1–2     |
| Sarah Frobisher-Smythe   | Sarah Winsbrugge Hennegouwen   | Rita Davies         | 3–60           | 1       |
| Jason Winkler            | Jason Winker                   | Jack Donelly        | 15–60          | 1       |
| Gran                     | Irene Martens                  | Gwyneth Powell      | 63–150         | 2       |
| Senkhara                 | Anchesenamon                   | Sophiya Haque       | 63–150         | 2       |
| Robert Frobischer-Smythe | Ewout Winsbrugge Hennegouwen   | John Sackville      | 151–191        | 3       |
| Vera Devenish            | Vera de Kell                   | Poppy Miller        | 73–149         | 2       |
| Jasper Chouhary          | Oom Pierre Marant              | Sartaj Garewal      | 67–150         | 2       |
| Zoe Valentine            | Geen                           | Sarah Paul          | 110–150        | 2       |
| Piper Williamson         | Geen                           | Nikita Ramsey       | 115–123, 186   | 2–3     |
| Victor Rodenmaar Sr.     | Victor Emanuel Rodenmaar Sr.   | Francis Magee       | 140–145        | 2       |
| Caroline Denby           | Geen                           | Susy Kane           | 151–191        | 3       |
| Harriet Denby            | Geen                           | Bryony Afferson     | 173–191        | 3       |
| Poppy Clarke             | Geen                           | Frances Encell      | 61–150         | 2       |
| Ben Reed                 | Geen                           | Freddie Boath       | 177–180        | 3       |
| Ammut                    | Geen                           | Felicity Gilbert    | 189–190        | 3       |
| Sophia                   | Geen                           | Claudia Jessie      | Special        | 3       |
| Dexter                   | Geen                           | Jake Davis          | Special        | 3       |
| Erin                     | Geen                           | Kae Alexander       | Special        | 3       |
| Cassie                   | Geen                           | Roxy Fitzgerald     | Special        | 3       |

## Internationale distributie
| Land/Regio          | Zender      | Datum                                 | Taal   |
| ------------------- | ----------- | ------------------------------------- | ------ |
| Verenigde Staten    | Nickelodeon | 1 januari 2011                        | Engels |
| Verenigde Staten    | TeenNick    | 18 januari 2013 (nieuwe afleveringen) | Engels |
| Verenigd Koninkrijk | Nickelodeon | 25 februari 2011                      | Engels |
| Nederland           | TeenNick    | 5 november 2012                       | Engels |
| Vlaanderen          | TeenNick    | 5 november 2012                       | Engels |

Een uitgebreider overzicht van de Internationale distributie staat op de Engelse Wikipedia.